# Aguada de Pasajeros
Pour les articles homonymes, voir Aguada.
Aguada de Pasajeros est une ville et une municipalité de Cuba dans la province de Cienfuegos.

## Géographie

### Situation
Rodas est à l'ouest du centre de l'île de Cuba, ans l'ouest de la province de Cienfuegos, 
à 180 km est-sud-est de La Havane
et 54 km nord-ouest de sa capitale de province Cienfuegos.

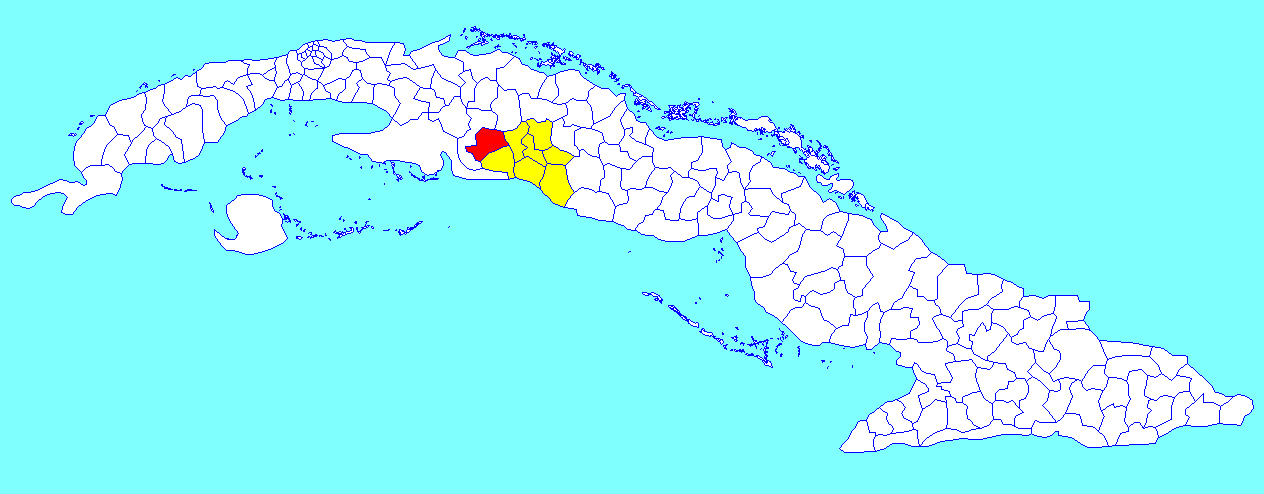
Municipalité de Aguada de Pasajeros dans la province de Cienfuegos

### Divisions administratives
La municipalité comprend sept consejos populares :
- María Victoria
- Federal
- Primero de Mayo
- Real Campiña
- Managuaco
- La Torula
- La Libertad

Elle inclut aussi les villages de Covadonga, Perseverancia, et d'autres plus petits.

## Population
En 2022 la population de la municipalité est estimée à 31 279 habitants. Pour une surface de 655,6 km2, la densité est de 47,71 habitants/km².

## Personnalités
- Tomás Sánchez, peintre, né à Aguada de Pasajeros en 1948